# Cratere Scarpellini

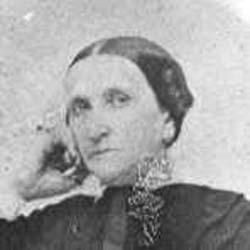
L'astronoma Caterina Scarpellini

Scarpellini  è un cratere sulla superficie di Venere. Deve il proprio nome a Caterina Scarpellini, astronoma e scienziata italiana del XIX secolo.